# Ontario (hrabstwo Wayne)
Ontario – jednostka osadnicza w Stanach Zjednoczonych, w stanie Nowy Jork, w hrabstwie Wayne.